# Marinos Kontaras
Pour plus de détails, voir Fiche technique et Distribution.
Marinos Kontaras (Μαρίνος Κονταράς) est un film grec réalisé par Yórgos Tzavéllas et sorti en 1948.
Marinos Kontaras fut le premier film grec à être sélectionné dans un festival international (Festival international du cinéma expérimental de Knokke-le-Zoute).

## Synopsis
Marinos Kontaras (Manos Katrakis) est un célèbre pirate de l'Égée. Il tombe amoureux de Lemoni (Billy Konstantopoulou), la sœur de son principal rival (Vasilis Diamantopoulos). Il l'enlève. Elle lui demande de choisir entre la mer et elle. Il renonce à ses activités de pirate et se réconcilie avec ses anciens ennemis.

## Fiche technique
- Titre : Marinos Kontaras
- Titre original : Μαρίνος Κονταράς
- Réalisation : Yórgos Tzavéllas
- Scénario : Yórgos Tzavéllas d'après la nouvelle d'Argyris Eftaliotis (el)
- Direction artistique : Maria Angelidaki et Marios Angelopoulos (el)
- Décors : Maria Angelidaki et Marios Angelopoulos
- Costumes : Maria Angelidaki et Marios Angelopoulos
- Photographie : Jason Novak
- Son : Mavrikios Novak
- Montage : Giorgos Tsaoulis
- Musique : Giorgos Mallidis
- Production :  Novak Film
- Pays d'origine :  Grèce
- Langue : grec
- Format :  Noir et blanc
- Genre : Film en fustanelle
- Durée : 80 minutes
- Dates de sortie : 15 mars 1948

## Distribution
- Manos Katrakis
- Billy Konstantopoulou
- Vassilis Diamantopoulos (en)

## Récompenses
Sélection au festival de Knokke-le-Zoute 1949.